# Parc national du Fjord-du-Saguenay
Ne doit pas être confondu avec Parc marin du Saguenay–Saint-Laurent.

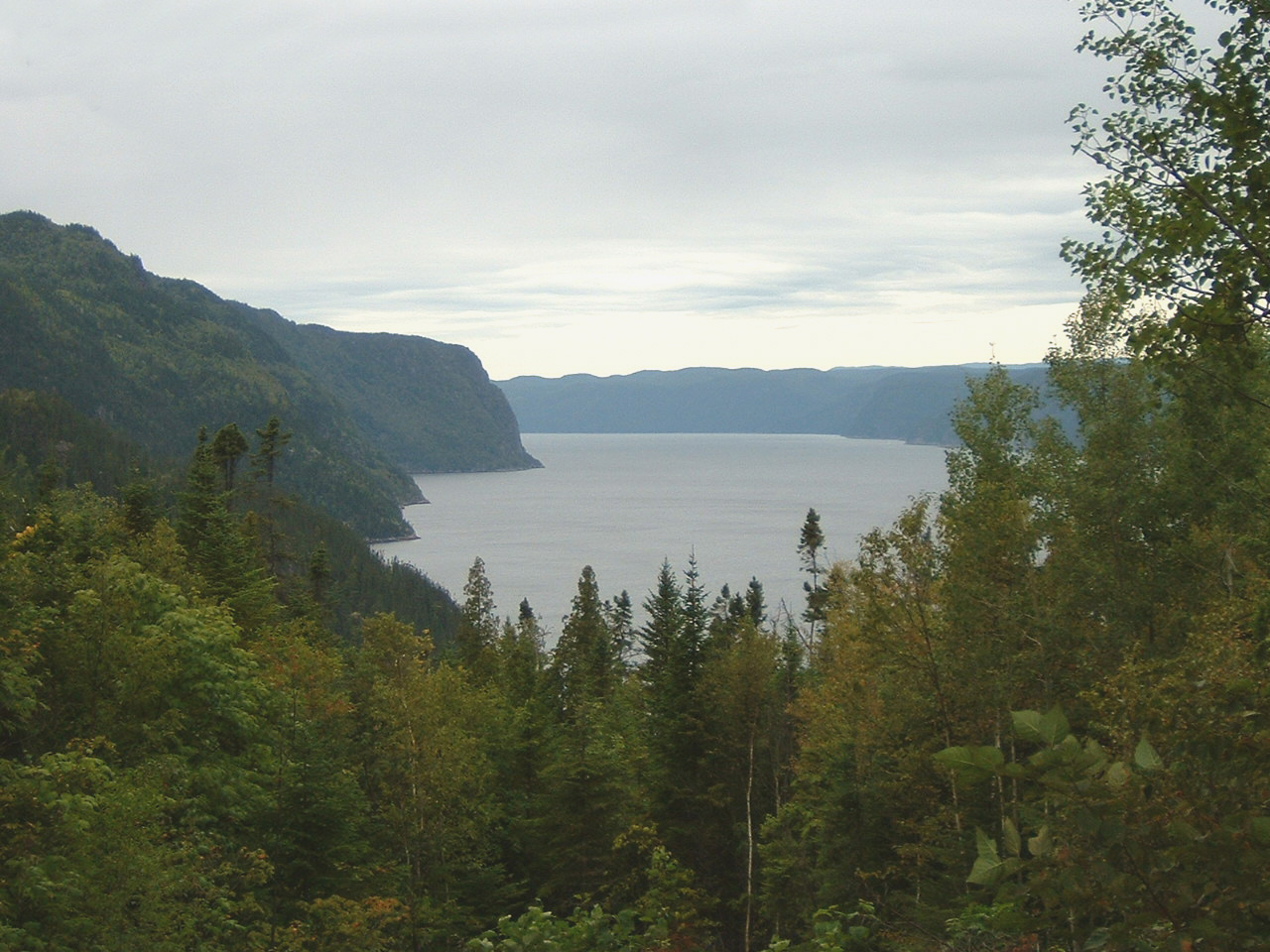
Fjord sur Saguenay vu de l'anse à la Tabatière

Le parc national du Fjord-du-Saguenay, d'une superficie de 326,7 km2, est un parc national du Québec situé à une centaine de kilomètres en aval de Saguenay sur la rivière du même nom. Il comprend entre autres les falaises du fjord du Saguenay ainsi que les forêts les entourant. Le parc, créé en 1983, est le prolongement terrestre du parc marin du Saguenay–Saint-Laurent.  Il vise la protection du milieu terrestre du fjord, qui est considéré comme un élément représentatif et exceptionnel de la région naturelle du fjord du Saguenay.
Le parc est particulièrement renommé pour la longue randonnée pédestre que l'on peut y pratiquer. Il est géré par le gouvernement québécois à travers la Société des établissements de plein air du Québec (SÉPAQ).

## Géographie
Le parc national du Saguenay est localisé sur les rives du Saguenay, entre La Baie et Tadoussac. On peut accéder au parc principalement par la route 170 pour les secteurs au sud du parc et par la route 172 pour le secteur de la Baie-Sainte-Marguerite. Les villages de Rivière-Éternité, de L'Anse-Saint-Jean, de Petit-Saguenay, de Sacré-Cœur et de Tadoussac sont tous situés près du parc et permettent de facilement accéder aux commodités. Son territoire est compris dans 3 régions administratives, 3 municipalités régionales de comté, 8 municipalités et un territoire non organisé.
Le parc couvre la majorité des falaises du fjord. Les anses du fjord, à l'exception des baies Éternité et Sainte-Marguerite sont généralement à l'extérieur des limites du parc. Quant aux eaux du fjord lui-même, elles sont comprises dans le parc marin du Saguenay–Saint-Laurent. Autre que le parc marin, le parc a aussi des limites communes avec la réserve aquatique de la Vallée-de-la-Rivière-Sainte-Marguerite et les zecs de Buteux–Bas-Saguenay, de l'Anse-Saint-Jean, de Rivière-Petit-Saguenay, de la Rivière-Sainte-Marguerite et de la Rivière-Saint-Jean-du-Saguenay. Le parc est situé en totalité dans la région naturelle du fjord du Saguenay, laquelle est comprise dans la province naturelle des Laurentides centrales qui couvre une région allant du lac Saint-Jean à Fermont.  

### Géologie
Trois évènements créèrent le fjord du Saguenay, le premier, qui se produisit il y a plus de 950 millions d'années lors du Précambrien, est le soulèvement des Laurentides, dont il ne reste aujourd'hui que la racine composée de gneiss et de granite. Le second événement est la création de deux failles parallèles, qui se sont effondrées entre 190 et 175 millions d'années et qui ont produit le graben du Saguenay. Finalement, les glaciations du dernier million d'années et demi ont surcreusé ces failles pour former la vallée en U actuelle. Ces glaciers pouvaient atteindre plus de 3 000 m d'épaisseur. À la fonte des glaciers, la mer envahit le territoire jusqu'à une hauteur de 150 à 250 m. Le relèvement isostatique produit par la disparition du glacier, qui est toujours actif, fit remonter les terres à leur niveau actuel.

### Relief

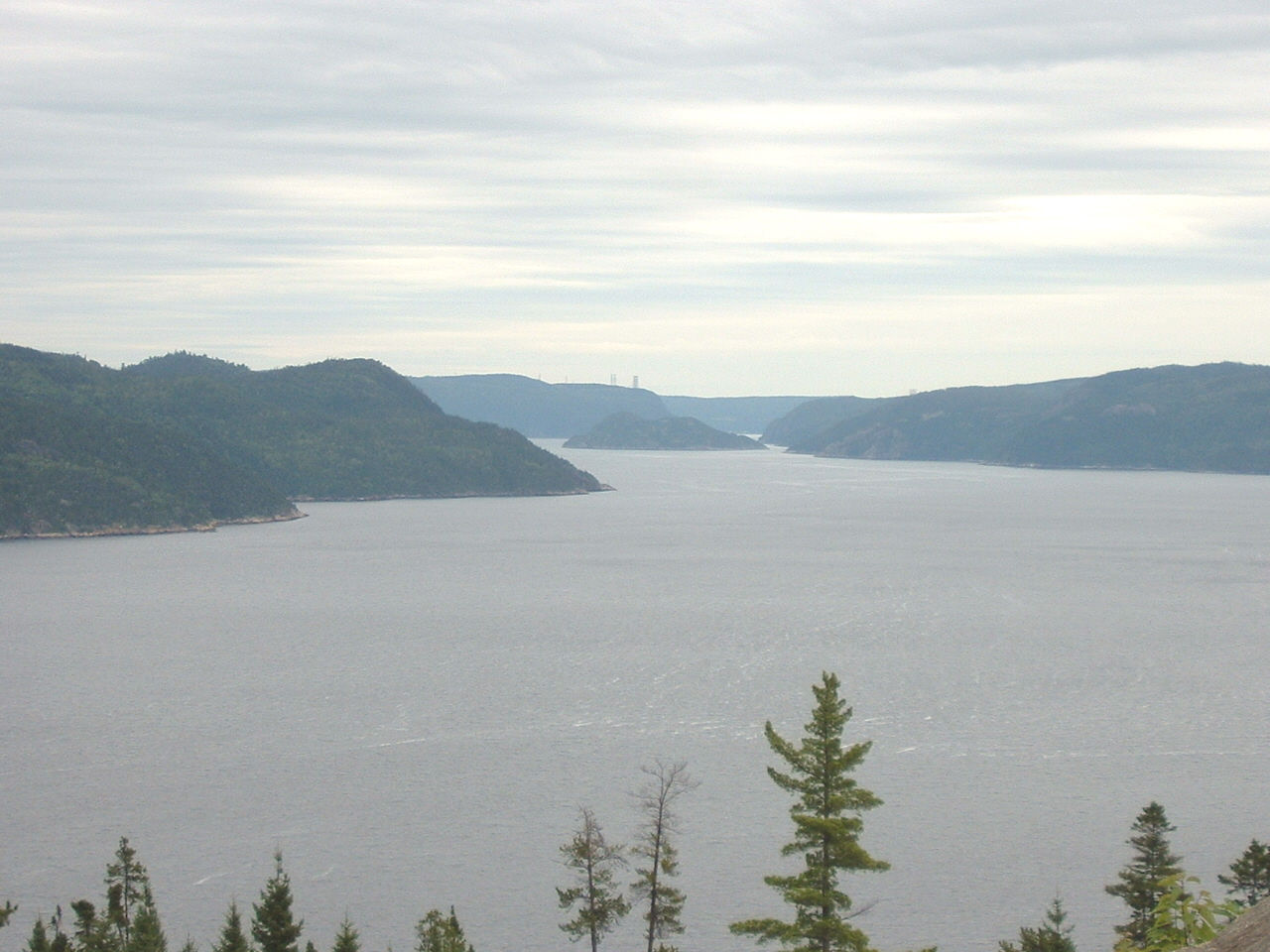
Fjord du Saguenay et île Saint-Louis vus de l'Anse à la Tabatière

Le parc du Saguenay se présente comme un plateau dont l'altitude varie entre 400 et 500 m qui est déchiré par des vallées glaciaires qui forment le fjord et les vallées des rivières Éternité, Saint-Jean, Sainte-Marguerite et de Petit-Saguenay.  Les falaises entourant le fjord vont de 150 m à 350 m, pour atteindre un maximum de 412 m au cap Trinité.  C'est aussi l'endroit où le fjord est le plus profond un maximum de 278 m sous le niveau de la mer.  Malgré sa grande profondeur le Saguenay possède quand même quelques îles, dont l'île Saint-Louis qui fait plus de 100 m de hauteur.
Les vallées secondaires sont généralement assez profondes, les rivières Saint-Jean, Sainte-Marguerite et Petit-Saguenay étant des rivières à saumon. Les fonds des vallées sont généralement habités.

## Histoire

Logo du parc.

On sait grâce à l'archéologie que les Amérindiens sont présents dans la région depuis au moins 4 000 ans. Durant l'Archaïque, les Amérindiens vivaient surtout de la chasse et de la pêche. Au début du Sylvicole on voit l'apparition de la poterie. Les vestiges indiquent que les populations étaient algonquiennes, mais que ceux-ci pratiquaient aussi le commerce avec les Iroquoiens. Lors de l'arrivée des Européens, la région était peuplée de Montagnais et Tadoussac était un haut lieu d'échange.
Les premiers Européens à avoir fréquenté la région furent les chasseurs de baleines français, Basques, Normands et Bretons. C'est Jacques Cartier qui fut le premier explorateur à fréquenter la région, et qui donna le nom à la rivière, dont le nom signifie « d'où l'eau sort » en Montagnais.  

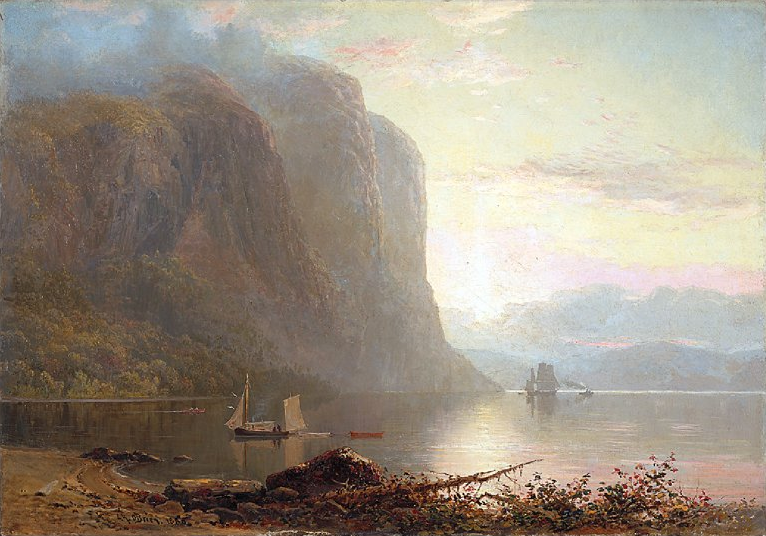
Lever du soleil sur le Saguenay, par Lucius O'Brien

C'est en 1600 que les Français ouvrent un poste de traite à Tadoussac, pour le commerce avec les Montagnais. Pierre de Chauvin de Tonnetuit bâtit une habitation qui lui sert de poste de traite. Une mission fondée en 1615 par les récollets est reprise en 1640 par les jésuites qui y construisent en 1747 la première église de mission, plus vieil édifice religieux en bois du Canada.
Tadoussac devient un port actif et une étape de navigation sur le fleuve. La région reste vouée à la traite des fourrures jusqu'en 1838. C'est cette année que la Société des Vingt et un, une compagnie de colonisation composée de gens de La Malbaie, se lance à l'assaut du Saguenay. Bien que les colons préférèrent la région de Saguenay dont les terres étaient beaucoup plus fertiles, certains s'installèrent quand même dans le fjord. C'est ainsi que naquit L'Anse-Saint-Jean, dont la municipalité fut constituée en 1859. Dès les années 1860, la beauté du paysage attira les riches touristes américains. Il en résulta la construction d'un hôtel de luxe à Tadoussac. Cette industrie chuta dramatiquement avec la fin des croisières sur le Saguenay et le Saint-Laurent en 1966. Vers le début des années 1980, l'observation des baleines devint une activité qui relança cependant celle-ci.
C'est à partir de 1970 que le gouvernement du Québec commença à se porter acquéreur de terrains bordant le fjord. C'est cependant en 1982 que celui-ci annonça son intention de créer un parc de conservation de la nature. Le parc fut officiellement créé en 15 juin 1983, ce qui en fait le 6e du réseau actuel. Il portait à l'époque le nom de parc de conservation du Saguenay et avait une superficie de 283,6 km2. Il ouvrit les secteurs de la Baie-Éternité la même année. L'année suivante, le parc est jumelé avec le parc national des Cévennes dans le Massif central en France.
En 1991, le parc ouvre un second secteur à la Baie-du-Moulin-à-Baude, près de Tadoussac. En 1998, à la suite d'une entente avec les gouvernements fédéral et provincial, le parc marin du Saguenay–Saint-Laurent est créé protégeant alors les eaux du fjord. Le secteur de la Baie-Sainte-Marguerite est quant à lui ouvert en 2000.
En 1998, la baie de Tadoussac est classée parmi le Club des plus belles baies du monde.
Le 1er avril 2011, le parc voit son nom changer pour parc national du Fjord-du-Saguenay. Il est agrandi de 7,5 km2 le 9 mars 2016.

## Patrimoine naturel

### Faune
On retrouve dans le parc national la plupart des espèces de mammifères communes à la forêt boréale, soit le loup, le lynx du Canada, castor et l'orignal.  La présence d'eau marine dans le fjord fait en sorte que les rives sont fréquentées par le phoque commun.
En plus des mammifères, il y a 181 espèces d'oiseaux qui fréquentent le parc.  Le fjord est un lieu privilégié de la migration des rapaces.  Les falaises du fjord sont aussi l'aire de nidification du faucon pèlerin.  Le quart des couples nicheurs du Québec s'y retrouvent.  L'oiseau est d'ailleurs considéré comme l'emblème du parc.

### Flore
Les plateaux du Saguenay sont dominés par le sapin baumier et l'épinette noire. On y retrouve aussi le bouleau jaune, le pin blanc et l'érable rouge.  La vallée de la baie Trinité est quant à elle occupée par une érablière à bouleau jaune, qui est située à l'extrémité nord de la répartition de l'espèce. Dans cette forêt, on y retrouve la corallorhize striée (corallorhiza striata), une orchidée sans chlorophylle qui croît sur la matière en décomposition.  Cette plante est susceptible d'être désignée plante menacée ou vulnérable.
Dans le secteur de la Baie-Sainte-Marguerite on retrouve des forêts de pin rouge, souvent accompagnés de pin blanc et de pin gris.

## Jumelage
- Parc national des Cévennes (France) depuis le 5 juillet 1984

Pour le bicentenaire de la Révolution française, le gouvernement du Québec a nommé trois caps selon la devise française, soit les caps Liberté, Égalité et Fraternité. Ces trois caps sont situés sur la rive nord en face du secteur de Baie-Éternité.

## Activités
Une activité prisée dans le parc est la via ferrata des Géants, un parcours à flanc de paroi rocheuse qui offre un mélange d'escalade et de randonnée. Une immense passerelle de 85 m de longueur offre une vue sur la baie Éternité. Trois parcours sont offerts : La passerelle 3h, La Grande Dalle 4h ou L'Odyssée 6h. L'activité est offerte durant l'été et l'automne seulement. Selon les parcours, un âge et une taille minimale sont nécessaires. Un poids maximum limite la pratique de cette activité pour certaines personnes.
Une autres des principales activités que l'on peut faire dans le parc du Fjord-du-Saguenay est la longue randonnée pédestre.  Deux sentiers longent la rivière, le sentier Les Caps (47 km) entre Petit-Saguenay et Baie-Éternité et le sentier Le Fjord (45 km) de Baie-Sainte-Marguerite à Tadoussac.  Le parc possède aussi plusieurs sentiers de courte randonnée dont le sentier de la Statue, qui mène à la statue de Notre-Dame-du-Saguenay ou le  sentier de la montagne Blanche et le sentier des Chutes qui mènent au sommet de la montagne Blanche, le plus haut sommet du parc.  Plusieurs de ces sentiers longent le fjord et offrent des points de vue spectaculaires sur celui-ci, dont le point de vue de L'Anse-de-Tabatière dans le petit village de L'Anse-Saint-Jean. Il est aussi possible de faire de la randonnée en raquette l'hiver.
Sur l'eau, il est possible de faire de la randonnée nautique en kayak et même faire du kayak-camping dans des campings rustiques spécialement aménagés le long du fjord.  Des services de croisières sont aussi disponibles à partir de Baie-Éternité et Tadoussac. Pour la pêche, 12 lacs permettent la capture de l'omble de fontaine.  L'hiver, il est aussi possible de faire de la pêche blanche sur le Saguenay.
Pour ce qui est de l'hébergement dans le parc, des campings aménagés, des tentes Prêt-à-camper sont disponibles dans les secteurs de Baie-Éternité et de Baie-Sainte-Marguerite. Le secteur de Baie-Éternité offre aussi 5 chalets Écho en location de mai à octobre. Des campings rustiques et des refuges sont aussi aménagés pour accommoder des randonnées pédestres et en kayak.

## Galerie

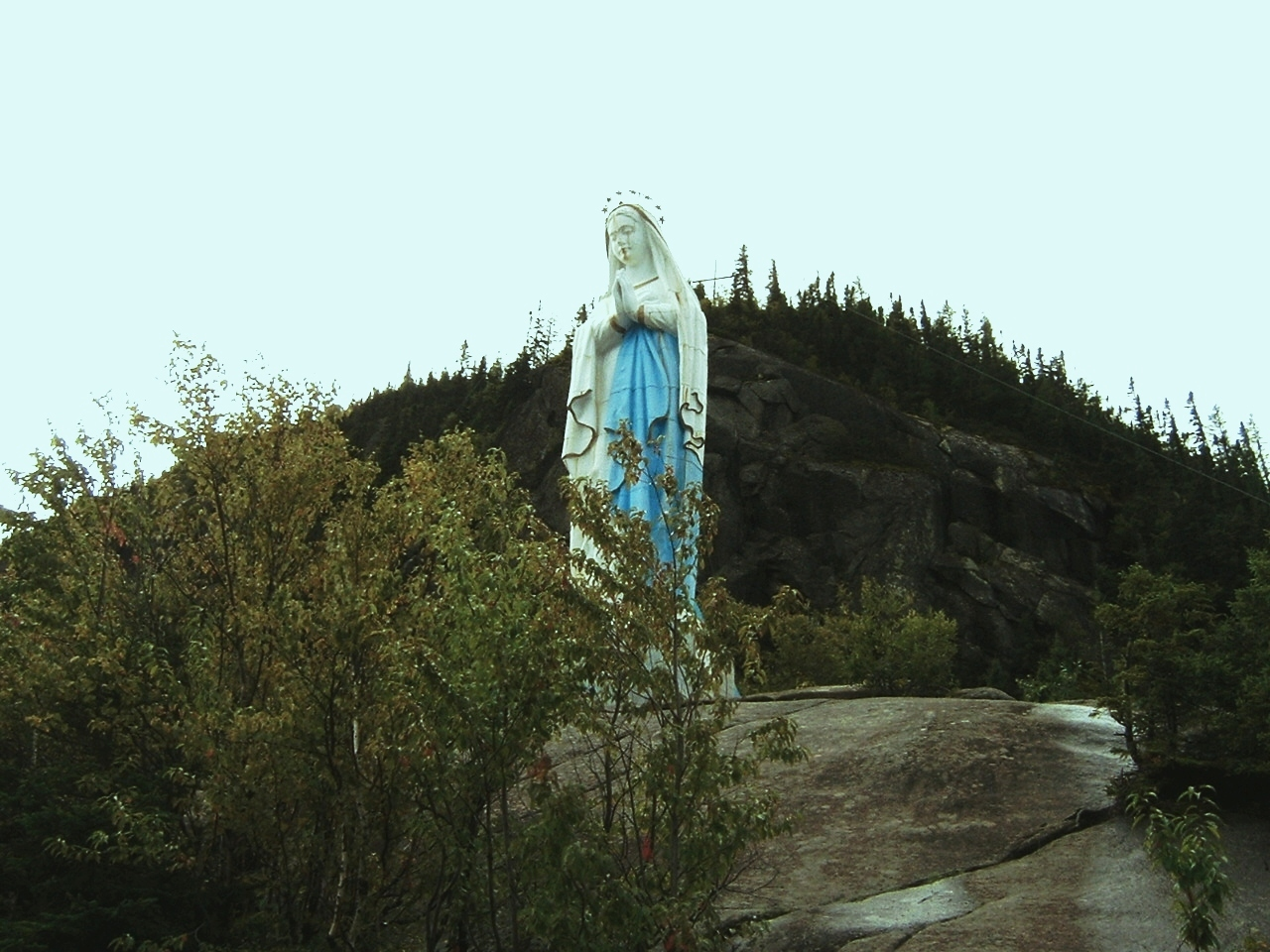
Statue de Notre-Dame-du-Saguenay
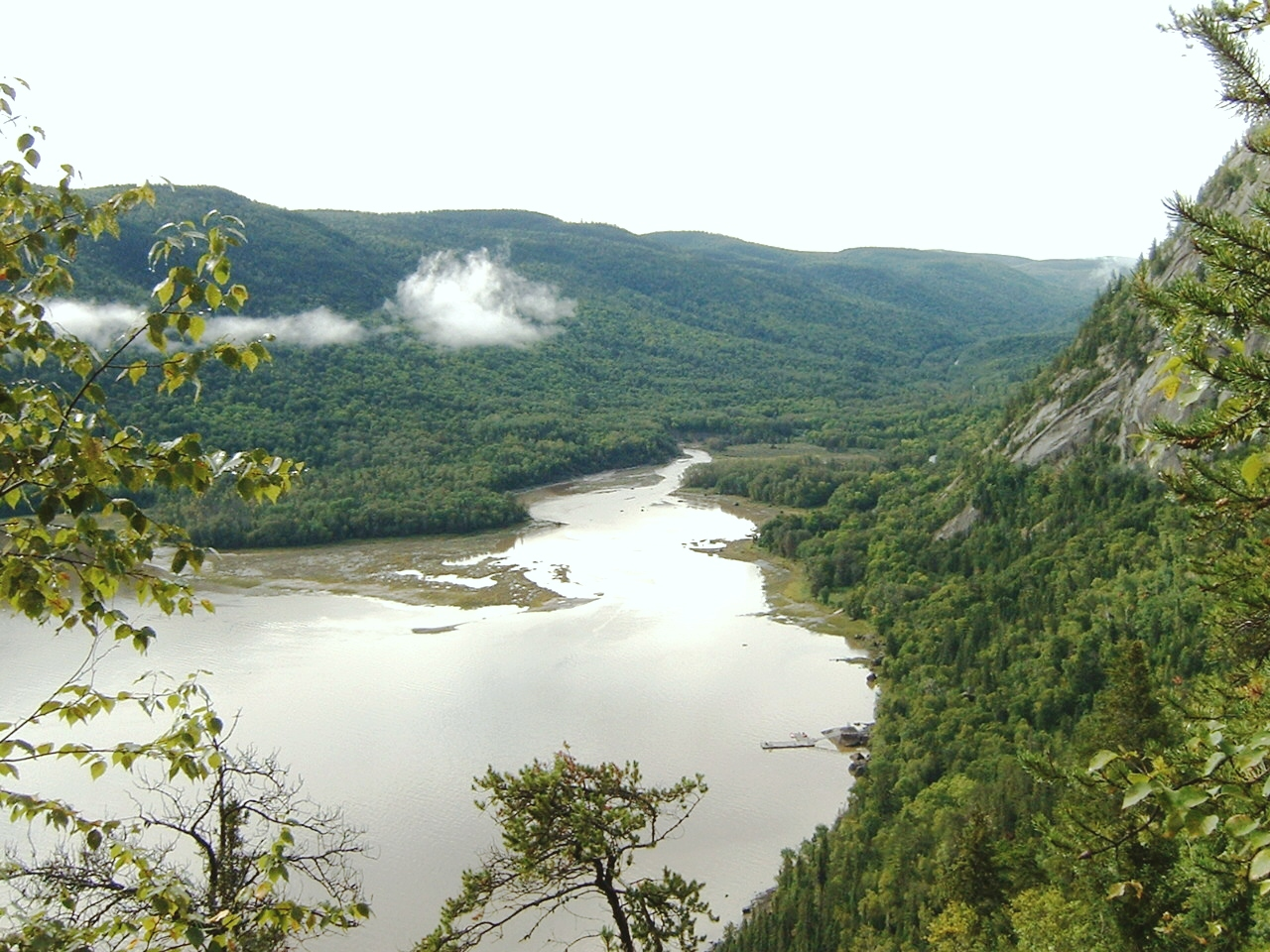
Baie Éternité et rivière Éternité
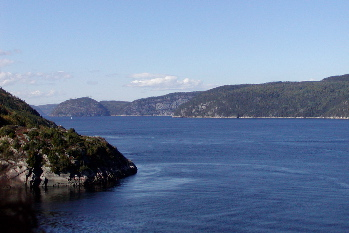
Embouchure du Saguenay
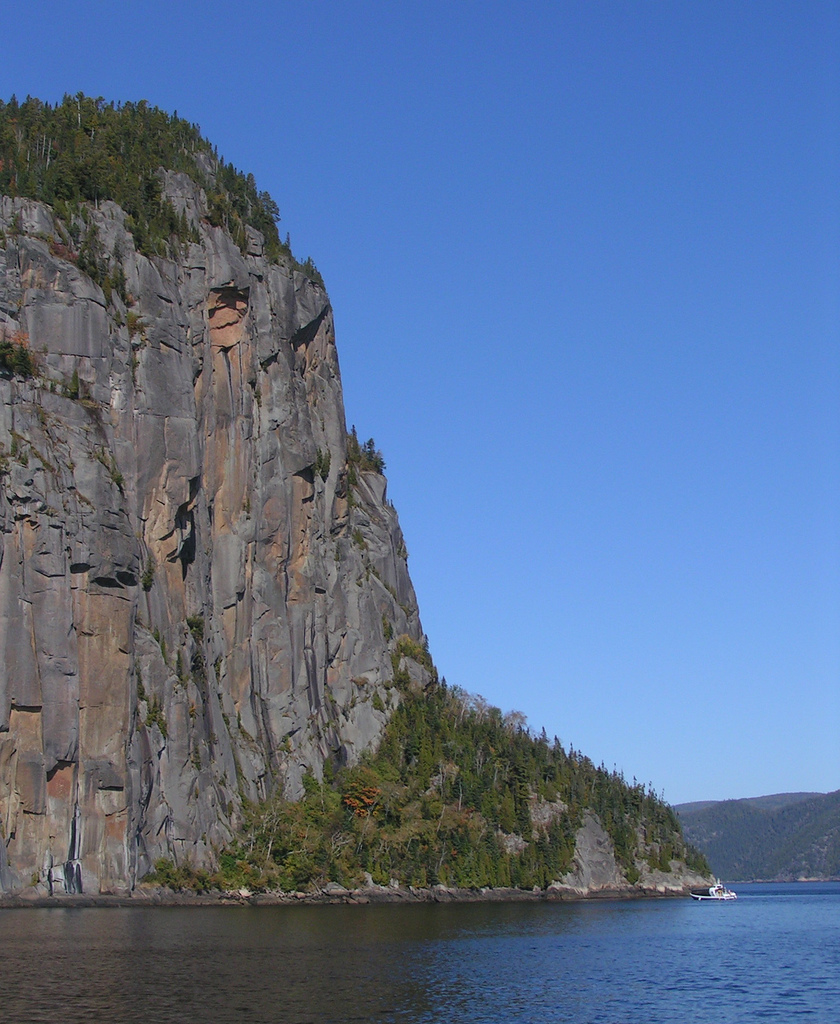
Cap Trinité vu de la baie Éternité
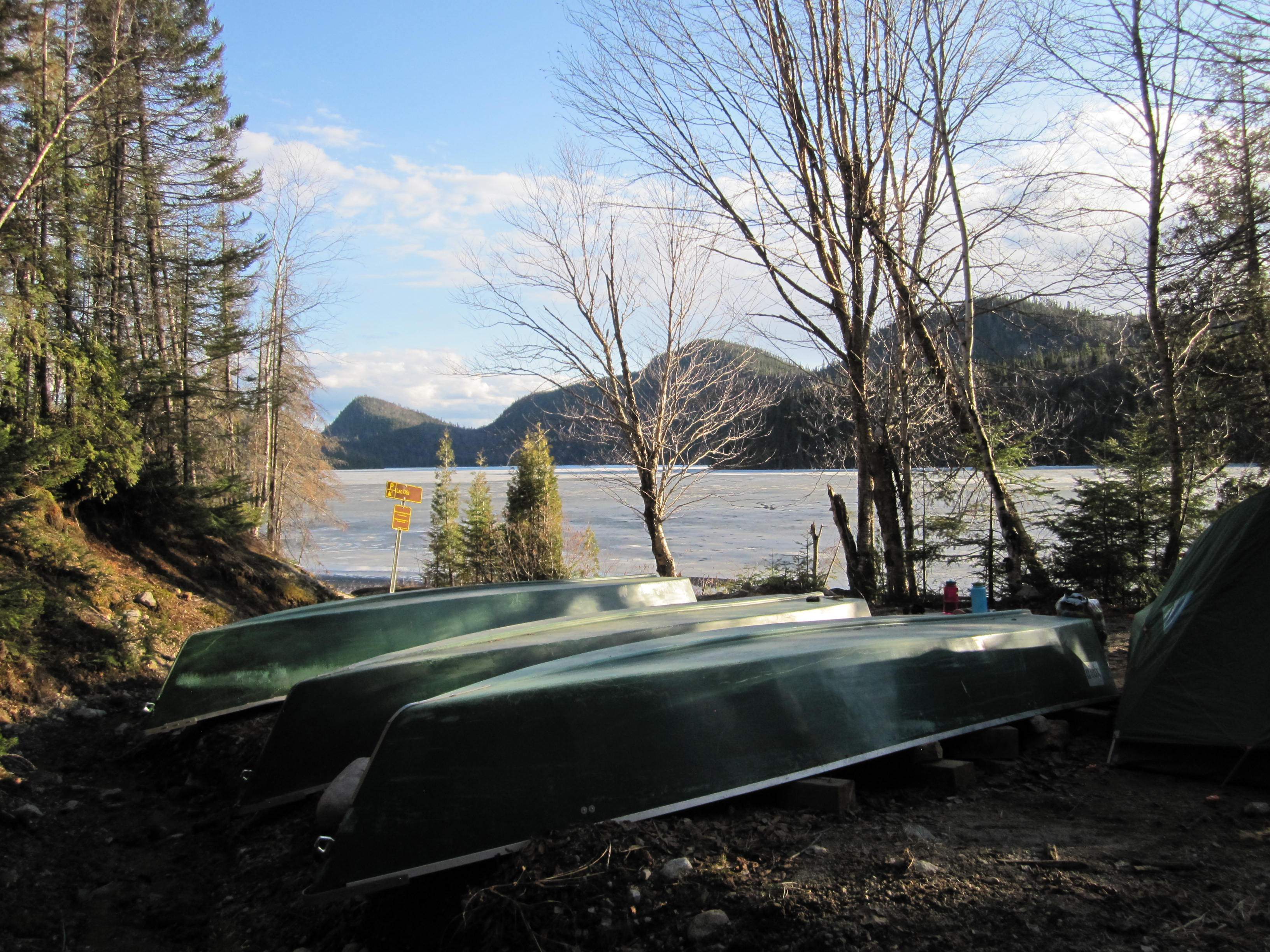
Lac Otis en avril